# Ranunculus gregarius
Ranunculus gregarius Brot. – gatunek rośliny z rodziny jaskrowatych (Ranunculaceae Juss.). Występuje naturalnie w Portugalii oraz Hiszpanii. 

## Morfologia
PokrójBylina o owłosionych pędach. Dorasta do 7–25 cm wysokości.
LiścieSą trój- lub pięciodzielne. Mają nerkowaty lub pięciokątny kształt.
KwiatySą pojedyncze lub zebrane po 2–4 w kwiatostanach. Pojawiają się na szczytach pędów.Dorastają do 25 mm średnicy. Mają żółtą barwę.
OwoceLekko owłosione niełupki. Tworzą owoc zbiorowy – wieloniełupkę o jajowatym kształcie i dorastającą do 10 mm długości.

## Biologia i ekologia
Rośnie na terenie skalistym. Występuje na wysokości do 900 m n.p.m. Kwitnie wiosną. Preferuje stanowiska w pełnym nasłonecznieniu. Dobrze rośnie na wilgotnym, żyznym i dobrze przepuszczalnym podłożu.